# Cremnocryptus arrogans
Cremnocryptus arrogans là một loài tò vò trong họ Ichneumonidae.